# Estación de Agolada
La Estación Ferroviaria de Agolada, también conocida como Estación de Agolada, y originalmente como Estación de Agullade, es una plataforma de la Línea de Vendas Novas, que sirve al ayuntamiento de Coruche, en el Distrito de Santarém, en Portugal.

## Descripción

### Vías de circulación y plataformas
En enero de 2011, presentaba dos vías de circulación, ambas con 501 metros de longitud, y dos plataformas, que tenían 54 y 40 metros de extensión, y 35 y 30 centímetros de altura.

## Historia
En agosto de 1903, esta estación, en aquel momento denominada de Agullade, se encontraba en proceso de construcción, junto con el resto de la Línea de Vendas Novas. Entró en servicio el 15 de enero de 1904, fecha en que la línea fue inaugurada.